# Departamento de Feliciano
Departamento de Feliciano är en kommun i Argentina.   Den ligger i provinsen Entre Ríos, i den nordöstra delen av landet, 500 km norr om huvudstaden Buenos Aires.
Trakten runt Departamento de Feliciano består i huvudsak av gräsmarker. Runt Departamento de Feliciano är det mycket glesbefolkat, med 5 invånare per kvadratkilometer.